# Callicebinae
Pour les articles homonymes, voir Titi.
Titis, Callicèbes
Sous-famille
Les Callicebinae sont une sous-famille de Primates, de la famille des Pitheciidae, qui regroupe des petits singes du Nouveau Monde (Platyrrhini) communément appelés des titis ou callicèbes. Ils vivent en Amérique du Sud, plus précisément au Brésil, Bolivie, Pérou, Colombie et au nord du Paraguay. La classification dans ce groupe de mammifères simiiformes a longtemps fait débat - Callicebus étant traditionnellement considéré comme l'unique genre non éteint - mais les derniers travaux optent pour une répartition des espèces actuelles en trois genres. De nouvelles espèces étant par ailleurs régulièrement découvertes, on peut aisément supposer qu'il en reste encore d'autres.

## Description
Selon les espèces, les titis mesurent de 23 à 46 centimètres de long (9.1 à 18.1 po) sans la queue, cette dernière allant de 26 à 56 centimètres (10 à 22 po). Les différentes espèces de titis varient considérablement quant aux couleurs, mais se ressemblent toutes d'un point de vue morphologique. Ils ont une longue fourrure tirant généralement sur le rouge, le marron, le gris ou encore sur le noir. Quelques espèces ont un front noir ou blanc contrastant avec le reste du visage et/ou du corps, et tous les individus du genre Cheracebus ont un demi-collier blanc. La queue est toujours très velue et n'est pas préhensile.

## Comportement
Diurnes et arboricoles, les titis préfèrent les forêts denses et humides. Ils se déplacent avec grande facilité d'une branche à l'autre, ce qui leur a donné le nom allemand de "Springaffen" (singe sauteur). Ils dorment la nuit, mais peuvent aussi faire de petites siestes en journée.
Leur régime alimentaire est principalement constitué de fruits et de feuilles, ainsi que de fleurs, d'insectes, d’œufs d'oiseau ou encore de petits vertébrés.

### Relations intragroupes
Ils vivent dans des groupes familiaux constitués des parents et de quelques enfants. L'épouillage et la communication sont des éléments importants de la coopération du groupe. Typiquement, les titis peuvent être vus côte-à-côte les queues enroulées pendant qu'ils dorment ou pendant un épouillage.

### Relations intergroupes
Les titis sont des singes territoriaux. Ils défendent leur territoire en criant et chassant les intrus, et peuvent dans de rares cas engager un combat au corps à corps. Leurs duos sont complexes et composés de nombreux cris différents.
Il a été noté que les couples récemment formés produisent des séries de duos classiques dès le premier jour. Cependant, ces chants montrent des durées très variables.

## Classification
Les titis étaient historiquement classifiés dans la famille des Cebidae, qui contenait tous les singes du Nouveau Monde à l'exception des ouistitis et tamarins (famille des Callitrichidae). Considérés proches des douroucoulis (genre Aotus), ils formaient ensemble la sous-famille des Aotinae. C'est le zoologiste britannique Reginald Innes Pocock (1863-1947) qui propose pour la première fois en 1925 de leur créer une sous-famille séparée, Callicebinae. Par la suite, plusieurs études phylogénétiques ont montré que les titis présentaient plus de similitudes avec les Pitheciidae, et la plupart des auteurs s'accordent désormais à placer les Callicebinae dans cette famille.

### Liste des genres
Les Callicebinae étaient classiquement constitués d'un seul genre (Callicebus), mais le nombre important d'espèces découvertes au XXIe siècle a conduit certains auteurs à proposer une réorganisation en trois genres distincts,. En parallèle, un certain nombre de primates fossiles découverts dans les Antilles présentent des caractéristiques morphologiques proches des espèces actuelles de titis, ce qui justifierait de les inclure dans la même sous-famille :
sous-famille Callicebinae Pocock, 1925
- Callicebus Thomas, 1903
- Cheracebus Byrne et al., 2016
- Plecturocebus Byrne et al., 2016
- † Xenothrix  Anthony, 1919[7]
- † Paralouatta Rivero & Arredondo 1991[7]
- † Antillothrix MacPhee et al., 1995[7]

### Liste des espèces
Alors qu'ils étaient un temps considérés comme modérément diversifiés, les titis apparaissent désormais comme l'un des groupes les plus étendus de platyrrhiniens, seulement concurrencés par les tamarins quant au nombre d'espèces reconnues. La systématique interne du genre Callicebus doit beaucoup aux travaux de Philip Hershkovitz dans les années 1960 à 1990. En 2002, une révision taxinomique complète supprime le concept de sous-espèce et reconnait un total de 28 espèces, divisées en cinq groupes ou clades, et nommés en fonction de la première espèce décrite dans chaque groupe.
Le groupe de Callicebus personatus contient les plus grandes espèces et évolue dans les forêts côtières et intérieures du sud-est du Brésil. Il est géographiquement séparé des autres groupes d'au moins 500 km. Les groupes de Callicebus moloch et de Callicebus cupreus sont composés des titis typiques qui étaient autrefois considérés comme conspécifiques (sous-espèces de Callicebus moloch). Le groupe de Callicebus donacophilus contient les plus petites espèces ainsi que Callicebus modestus, qui constituait pour Hershkovitz un clade à part en raison de la petite taille de sa boîte crânienne. Enfin, le groupe de Callicebus torquatus se distingue de tous les autres titis par une fourrure allant du rouge foncé au noirâtre, par un pelage de couleur généralement uniforme sans collier blanc, ainsi que par certaines particularités squelettiques et crâniennes.
En 2005, Colin Groves considère les caractéristiques distinctes du groupe de C. torquatus suffisantes pour créer un sous-genre distinct : Callicebus (Torquatus). En 2016, une nouvelle révision taxinomique basée sur des données moléculaires et considérant plusieurs espèces nouvellement découvertes propose de scinder le genre Callicebus. Les auteurs placent en effet le groupe de C. torquatus dans le nouveau genre Cheracebus. Ils suppriment également le groupe de C. cupreus qui est entièrement compris dans le groupe de C. moloch. Ce dernier, ainsi que le groupe de C. donacophilus sont placés dans le nouveau genre Plecturocebus. L'ancien genre Callicebus ne contiendrait plus ainsi que le groupe de C. personatus.
| Groupes             | D'après Groves (2005)     | D'après Byrne et al. (2016) | Auteurs                                          | Date | Noms en français            |
| ------------------- | ------------------------- | --------------------------- | ------------------------------------------------ | ---- | --------------------------- |
|                     |                           |                             |                                                  |      |                             |
|                     | sous-genre Callicebus     | genre Callicebus            | Thomas                                           | 1903 |                             |
| groupe personatus   | Callicebus personatus     | Callicebus personatus       | É. Geoffroy                                      | 1812 | Titi à masque               |
| groupe personatus   | Callicebus melanochir     | Callicebus melanochir       | Wied-Neuwied                                     | 1820 |                             |
| groupe personatus   | Callicebus nigrifrons     | Callicebus nigrifrons       | Spix                                             | 1823 |                             |
| groupe personatus   | Callicebus barbarabrownae | Callicebus barbarabrownae   | Hershkovitz                                      | 1990 |                             |
| groupe personatus   | Callicebus coimbrai       | Callicebus coimbrai         | Kobayashi & Langguth                             | 1999 | Titi de Coimbra             |
|                     |                           | genre Plecturocebus         | Byrne et al.                                     | 2016 |                             |
| groupe moloch       | Callicebus moloch         | Plecturocebus moloch        | Hoffmannsegg                                     | 1807 | Titi molock                 |
| groupe moloch       | Callicebus cinerascens    | Plecturocebus cinerascens   | Spix                                             | 1823 | Titi gris cendré            |
| groupe moloch       | Callicebus brunneus       | Plecturocebus brunneus      | Wagner                                           | 1842 | Titi brun                   |
| groupe moloch       | Callicebus hoffmannsi     | Plecturocebus hoffmannsi    | Thomas                                           | 1908 | Titi de Hoffman             |
| groupe moloch       | Callicebus baptista       | Plecturocebus baptista      | Lönnberg                                         | 1939 |                             |
| groupe moloch       | Callicebus bernhardi      | Plecturocebus bernhardi     | M. van Roosmalen, T. van Roosmalen & Mittermeier | 2002 | Titi du Prince Bernhard     |
| groupe cupreus      | Callicebus cupreus        | Plecturocebus cupreus       | Spix                                             | 1823 | Titi roux                   |
| groupe cupreus      | Callicebus discolor       | Plecturocebus discolor      | I. Geoffroy & Deville                            | 1848 |                             |
| groupe cupreus      | Callicebus ornatus        | Plecturocebus ornatus       | Gray                                             | 1866 |                             |
| groupe cupreus      | Callicebus caligatus      | Plecturocebus caligatus     | Wagner                                           | 1842 | Titi botté                  |
| groupe cupreus      |                           | Plecturocebus toppini       | Thomas                                           | 1914 |                             |
| groupe cupreus      | Callicebus stephennashi   | Plecturocebus stephennashi  | M. van Roosmalen, T. van Roosmalen & Mittermeier | 2002 | Titi de Stephen Nash        |
| groupe cupreus      |                           | Plecturocebus aureipalatii  | Wallace et al.                                   | 2006 |                             |
| groupe cupreus      |                           | Plecturocebus caquetensis   | Defler, Bueno & Garcia                           | 2010 |                             |
| groupe cupreus      |                           | Plecturocebus vieirai       | Gualda-Barros, Nascimento & Amaral               | 2012 |                             |
| groupe cupreus      |                           | Plecturocebus miltoni       | Dalponte, Silva & Silva-Júnior                   | 2014 |                             |
| groupe donacophilus | Callicebus donacophilus   | Plecturocebus donacophilus  | d'Orbigny                                        | 1836 | Titi d'Orbigny              |
| groupe donacophilus | Callicebus pallescens     | Plecturocebus pallescens    | Thomas                                           | 1907 |                             |
| groupe donacophilus | Callicebus oenanthe       | Plecturocebus oenanthe      | Thomas                                           | 1924 | Titi des montagnes du Pérou |
| groupe donacophilus | Callicebus olallae        | Plecturocebus olallae       | Lönnberg                                         | 1939 | Titi d'Olalla               |
| groupe donacophilus | Callicebus modestus       | Plecturocebus modestus      | Lönnberg                                         | 1939 |                             |
| groupe donacophilus |                           | Plecturocebus urubambensis  | Vermeer & Tello-Alvarado                         | 2015 |                             |
|                     | sous-genre Torquatus      | genre Cheracebus            | Byrne et al.                                     | 2016 |                             |
| groupe torquatus    | Callicebus torquatus      | Cheracebus torquatus        | Hoffmannsegg                                     | 1807 | Titi à collier              |
| groupe torquatus    | Callicebus lugens         | Cheracebus lugens           | Humboldt                                         | 1811 |                             |
| groupe torquatus    | Callicebus lucifer        | Cheracebus lucifer          | Thomas                                           | 1914 |                             |
| groupe torquatus    | Callicebus purinus        | Cheracebus purinus          | Thomas                                           | 1927 |                             |
| groupe torquatus    | Callicebus regulus        | Cheracebus regulus          | Thomas                                           | 1927 |                             |
| groupe torquatus    | Callicebus medemi         | Cheracebus medemi           | Hershkovitz                                      | 1963 |                             |